# 海外領土・自治領の一覧
海外領土・自治領の一覧（かいがいりょうど・じちりょうのいちらん）は、世界に存在する「独立国家以外の地域」の一覧である。

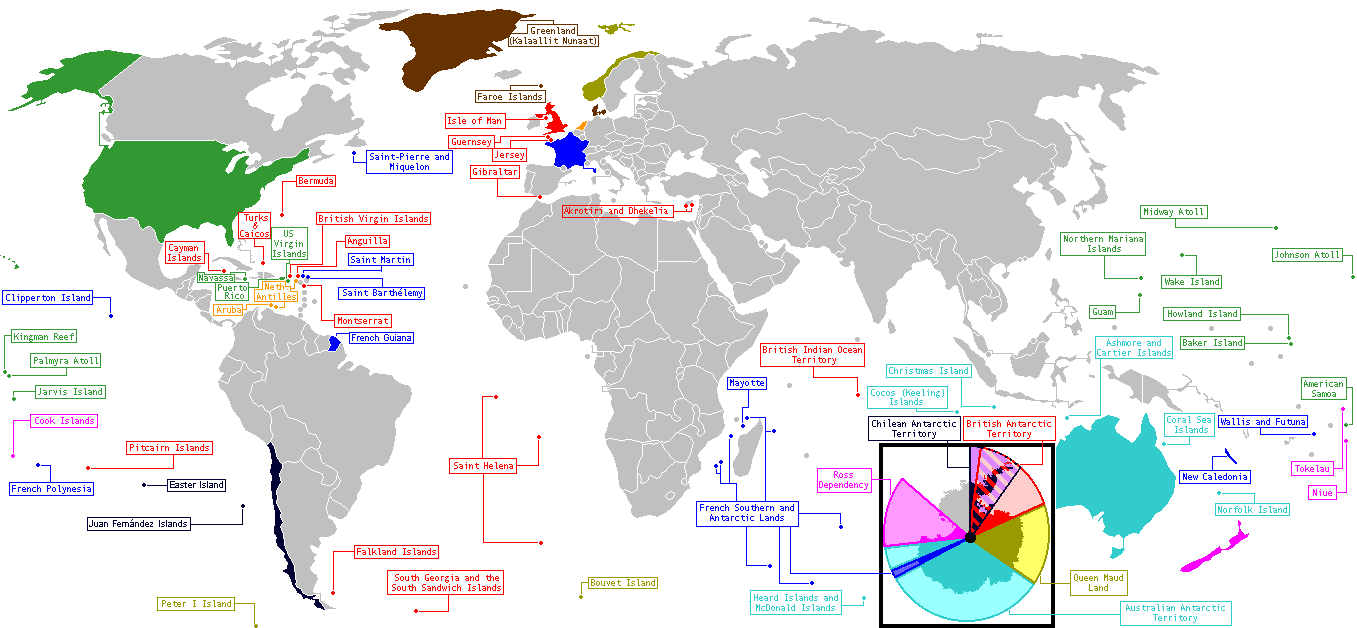
海外領土・自治領を示した世界地図

## 概要
何をもって「独立国家」と見なすかは一概には言えないが、国際連合加盟国（2021年7月現在、193か国）にバチカンを加えた「194か国」が地球の国家の総数とみなされることが一般的である。
この一覧ではこれら「独立国家」の不可分の一部とはみなされない地域であり、なおかつISO 3166-1の国名コードが割振られている地域の一覧表である。したがって、具体的には以下の地域を含む。
- 海外領土・海外県・海外準県
- 自治領・自由連合国と称される地域の一部（自由連合 / 自由連合盟約を参照）

### 含めない対象
そのため、本項では以下に挙げる地域は一覧に含めない。
- 本土の一部である離島
例：小笠原諸島、イースター島、ガラパゴス諸島、カナリア諸島、ハワイ諸島など
- 本土の一部である飛地
例：セウタ、メリリャ、アラスカ、オエクシ＝アンベノ、ボネール、シント・ユースタティウスおよびサバなど
- 租借地
例：グァンタナモ米軍基地、ディエゴガルシア島、バイコヌールなど
- イギリスが主権を持つ基地領域
アクロティリおよびデケリア。
海外領土とみなされることもあるが、2002年イギリス海外領土法（英語版）の対象から除外されている[1]。
- 高度な自治権を有する本土内の区域
例：アトス自治修道士共和国、ロシアの共和国、中国の特別行政区、ミャンマーのワ州など

## ヨーロッパ
- イギリス
  -  ジャージー（王室属領、代官管轄区）
  -  ガーンジー（王室属領、代官管轄区） - オルダニー島・サーク島・ハーム島はガーンジー島に属すがそれぞれ幅広い自治権を持つ。
  -  マン島（王室属領）。同島のみ正式な自治体（市町村）を持つ。
  -  ジブラルタル - スペインも領有権を主張している。
- デンマーク
  -  フェロー諸島 - 自治領。穏健な独立の動きがあると言われるが、基本的には広範な自治権を付与されている現状に満足する島民が多いとされる。
- ノルウェー
  -  スヴァールバル諸島 - ロシア人居住区あり。1994年まではヤンマイエン島も管轄下であった。
- フィンランド
  -  オーランド諸島 - 自治領。スウェーデン系住民が住み、フィンランド政府からはスウェーデンへの復帰も認められている[2]。

## アフリカ
- イギリス
  -  セントヘレナ・アセンションおよびトリスタンダクーニャ -  セントヘレナ、 アセンション島、 トリスタンダクーニャの3行政区域。南大西洋のほぼ中間に位置する。後者の2行政区域は属領の扱いであったが、法改正により正式名称が変更された。いずれも独自の地域旗が制定されている。
  -  イギリス領インド洋地域 - チャゴス諸島を指し、 モーリシャスも領有権を主張している。行政中心区は現在もセーシェルの首都ヴィクトリアに置かれている。イギリス政府は2024年10月3日に、チャゴス群島のモーリシャスへの返還を発表したが、ディエゴガルシア島にあるイギリス軍およびアメリカ軍の基地は使用を継続している
- フランス
  -  マヨット（海外県） - コモロはマヨットを含めて独立宣言しており、領有権を主張している。2011年に海外準県から海外県に昇格。
  -  レユニオン（海外県） - 独立への動きがある。

## 北アメリカ
- アメリカ合衆国
  -  アメリカ領ヴァージン諸島 - 自治的・未編入領域（Unincorporated organized territories）。ヴァージン諸島のうちセント・トーマス島・セント・クロイ島・セント・ジョン島の3行政区域から成る。
  -  プエルトリコ - 米国自治連邦区（Commonwealth）
  -  合衆国領有小離島 - いずれも非自治的・未編入領域（Unincorporated unorganized territories）である。
    - ナヴァッサ島 - ハイチが領有権を主張している。
    - セラニャ礁 - コロンビアとホンジュラスが領有権を主張している。
    - バホヌエボ礁 - コロンビアとホンジュラスが領有権を主張している。
- イギリス
  -  アンギラ - 1967年から1969年にかけて、共和国として独立していた。
  -  イギリス領ヴァージン諸島 - ヴァージン諸島のうちアメリカ領の3島以外の全ての島（定住16・無人島50弱）から成る。
  -  ケイマン諸島
  -  タークス・カイコス諸島
  -  バミューダ - 自治領。独立の可否を求め、1995年に住民選挙を実施するも否決された。
  -  モントセラト
- オランダ
  -  アルバ - かつてはオランダ領アンティルの一部であったが、1986年に分離して単独の自治領になった。
  -  キュラソー - 2010年のオランダ領アンティル解体に伴い単独の自治領になった。
  -  シント・マールテン - キュラソーと同じく、2010年に単独の自治領になった。

カリブ海地域のオランダ領には、ほかに  オランダ領カリブ（ボネール島、シント・ユースタティウス島、サバ島）があるが、いずれも2010年のオランダ領アンティル解体に伴いオランダ本国に編入されているので、この一覧には含まない。
- フランス
  -  グアドループ（海外県）- 独立への動きがある。
  -  サン・マルタン（海外準県） - 2007年2月22日にグアドループから分離した。
  -  サン・バルテルミー（海外準県） - 2007年2月22日にグアドループから分離した。
  -  マルティニーク（海外県）
  -  サンピエール島・ミクロン島（海外準県）
- デンマーク
  -  グリーンランド（自治領） - 狭義的には北アメリカに含まないこともある。穏健な独立運動あり。

## 南アメリカ
- イギリス
  -  フォークランド諸島（マルビナス諸島） - イギリスが統治しているがアルゼンチンも領有権を主張している。
- フランス
  -  フランス領ギアナ（海外県）

## オセアニア
- アメリカ合衆国
  -  アメリカ領サモア - 非自治的未編入領域。サモア諸島のうち、旧ニュージーランド領（現サモア）以外の地域。
  -  北マリアナ諸島 - 米国自治連邦区（Commonwealth）。マリアナ諸島のうち、グアム島とその付属島嶼を除いた島々。サイパン島、テニアン島、ロタ島などを含む。
  -  グアム - 自治的未編入領域。北マリアナ諸島との連合やハワイ州への編入の動きがある。
  -  合衆国領有小離島 - パルミラ環礁を除き、いずれも非自治的・未編入領域である。
    -  パルミラ環礁 - アメリカ唯一の非自治的・編入領域（Incorporated unorganized territories）である。
    -  ミッドウェー島
    -  ウェーク島 - マーシャル諸島が領有権を主張している。
    - ジョンストン島
    - キングマン・リーフ
    - ジャーヴィス島
    - ベーカー島
    - ハウランド島
- フランス
  -  ニューカレドニア - 特別共同体。独立の動きもあった（カナキー(共和国)構想）。2025年7月、フランス国内の国家と位置づけ一定の主権を本国より移譲されることで合意[3]。
  -  フランス領ポリネシア - 海外準県。タヒチ島やマルキーズ諸島なども含む。
  -  ウォリス・フツナ - 海外準県。ウォリス諸島（ウベア島および周辺の小サンゴ礁群）及びフツナ諸島（フツナ島・アロフィ島、ともに小火山島）の行政区分。
  -  クリッパートン島 - 無人島。2007年2月22日にフランス領ポリネシアから分離し、フランス政府の直接統治下にある。北アメリカに分類されることもある。
- イギリス
  -  ピトケアン諸島
- オーストラリア
  -  ノーフォーク島 - 独自の立法評議会があり、独自に自治を維持して来たが、2015年5月12日にオーストラリア政府の下院により、立法評議会の廃止が強行採決され、2016年7月から、ニューサウスウェールズ州の地方議会に属する事となった。
  -  クリスマス島 - 東南アジアに分類されることもある。
  -  ココス諸島（キーリング諸島）- 東南アジアに分類されることもある。
- ニュージーランド
  -  クック諸島 - 自由連合国。47ヶ国とコソボ、ニウエが国家承認している。
  -  トケラウ - 自治領。アタフ島、ヌクノノ島、ファカオフォ島の3環礁から成る島嶼群（旧ユニオン諸島）。2007年に住民投票で自由連合国への移行について是非が問われたが否決された。
  -  ニウエ - 自由連合国。19ヶ国とコソボ、クック諸島が国家承認している。

## 南極周辺
南極条約により領有主張が凍結されている地域は斜体文字で表記。
- イギリス
  -  サウスジョージア・サウスサンドウィッチ諸島
  -  イギリス領南極地域 - 南極大陸のグレアムランドに加え、サウス・シェトランド諸島、サウス・オークニー諸島からなる。大陸の一部とサウス・シェトランド諸島についてはアルゼンチンとチリ、サウス・オークニー諸島についてはアルゼンチンもそれぞれ領有権を主張している。
- フランス
  -  フランス領南方・南極地域 - フランス領インド洋無人島群・アムステルダム島・サンポール島・クローゼー諸島・ケルゲレン諸島・南極大陸のアデリーランドからなる。
- ノルウェー
  -  ブーベ島
  - ピョートル1世島
  - ドロンニング・モード・ランド
- オーストラリア
  -  ハード島・マクドナルド諸島
  - オーストラリア南極領土
- ニュージーランド
  - ロス海属領

## 備考
- 本一覧は「CIAワールドファクトブック」および外務省編集協力『世界の国一覧表』（財団法人世界の動き社刊）を参照して作成した。
- 各地域名の日本語表記、英語表記は上記『世界の国一覧表』による。
- 各地域名の後に記した国名は、その地域に関して領有または保護等の関係にある国である。

## 脚註
1. ↑  2002年イギリス海外領土法原文（英語）
2. ↑  オーランド諸島 - フィンランド大使館・東京  フィンランドについて  オーランド諸島
3. ↑  [ニューカレドニアがフランス内で「国家」に　二重国籍が可能に “ニューカレドニアがフランス内で「国家」に　二重国籍が可能に”]. 日本経済新聞. (2025年7月13日) 2025年7月17日閲覧。 {{cite news}}: |url=の値が不正です。 (説明)⚠